# Sindrome di Wernicke-Korsakoff
La sindrome di Wernicke-Korsakoff (anche chiamata sindrome di Korsakov dal nome del neuropsichiatra russo Sergej Sergeevič Korsakov) è una malattia degenerativa del sistema nervoso legata a una carenza di tiamina e che determina demenza. Non deve essere confusa con l'afasia di Wernicke.
Tale carenza è di raro riscontro nelle nazioni civilizzate, comparendo sia negli alcolisti sia in individui con gravi squilibri dietetici con abitudini alimentari tali da produrre un'insufficienza di vitamina B1 o in particolari condizioni cliniche quali la dialisi peritoneale cronica, l'emodialisi, trattamento in rialimentazione dopo digiuno prolungato e nei ricoveri ospedalieri quando i pazienti sono alimentati solo con glucosate o con sacche preconfezionate a basso tenore di tiamina. Nei paesi in via di sviluppo la carenza è legata per lo più al consumo di riso brillato o comunque di cibi a elevato contenuto di tiaminasi.
L'encefalopatia di Wernicke si sviluppa, di solito, attraverso vomito, nistagmo, paralisi dei muscoli retti esterni che determina oftalmoplegia uni-/bilaterale, febbre, atassia e progressivo decadimento delle facoltà mentali che può giungere a tale gravità da determinare coma e morte. Talvolta si osservano allucinazioni. Frequente è il fenomeno della confabulazione: i pazienti, cioè, riempiono i loro vuoti di memoria con produzioni fantastiche deliranti. La memoria implicita e semantica sono conservate.
La terapia è idratante, ma non è possibile un miglioramento, poiché la degenerazione neuronale determina un quadro clinico caratterizzato da amnesia anterograda, diminuzione della capacità di apprendimento e confabulazione, la cosiddetta sindrome di Korsakoff.

## Anatomia patologica
L'esame anatomico del cervello dei pazienti affetti dalla condizione dimostra che le strutture centrali più lese sono:
- nucleo medio-dorsale del talamo
- corpi mammillari
- ippocampo
- regioni frontali

Inizialmente studi basati su casi autoptici facevano pensare che i corpi mammillari avessero subito lesioni. Successivamente, analisi più approfondite condotte da Victor Adams e Collins (1971) dimostrarono che pazienti con gravi sintomi amnesici non avevano alcun danno ai corpi mammillari mentre tutti i campioni analizzati riportavano danni ai nuclei dorsomediali del talamo. Altri studi condotti su pazienti affetti solo da infarti (aree di lesione ischemica) avallarono le ipotesi precedenti, cioè che le amnesie dei soggetti korsakoviani fossero dovute a danni dei nuclei dorsomediali del talamo. Tuttavia vi sono anche dati che indicano che a volte nei pazienti korsakoviani si verifica amnesia in assenza di danni ai nuclei dorsomediali.